# Aghlijan
Aghlijan – wieś w Iranie, w ostanie Azerbejdżan Zachodni, w szahrestanie Bukan. W 2006 roku liczyła 186 mieszkańców.